# Rhynchospiza dabbenei
Rhynchospiza dabbenei (чінголо юнгаський) — вид горобцеподібних птахів родини Passerellidae. Мешкає в Болівії і Аргентині. Раніше вважався конспецифічним зі строкатоголовим чінголо. Вид названий на честь аргентинського орнітолога Роберто Даббене.

## Опис
Юнгаські чінголо є дещо більшими за строктаоголових чінголо. Верхня частина тіла у них світло-коричнева, з рудуватим і сірим відтінком, поцяткована темними смужками. Нижня частина тіла блідо-сіра, боки охристі. Голова сіра, тім'я коричневе, за чима коричневі смуги, перед очима світлі смуги, під дзьобом чорні «вуса». Хвіст відносно довгий.

## Поширення і екологія
Юнгаські чінголо мешкають в регіоні Південноандійської юнги, на південному заході Болівії та на північному заході Аргентині. Вони живуть в чагарникових заростях, на полях і пасовищах. Живляться насінням і комахами, шукають їжу на землі.